# Iostephane
Iostephane es un género de plantas con flores perteneciente a la familia  Asteraceae.  Comprende 4 especies descritas y  aceptadas.

## Taxonomía
El género fue descrito por George Bentham y publicado en Genera Plantarum 2: 368. 1873. La especie tipo es Iostephane heterophylla (Cav.) Benth.	

## Especies aceptadas
A continuación se brinda un listado de las especies del género Iostephane aceptadas hasta julio de 2012, ordenadas alfabéticamente. Para cada una se indica el nombre binomial seguido del autor, abreviado según las convenciones y usos.
- Iostephane heterophylla (Cav.) Benth.
- Iostephane madrensis (S.Watson) Strother
- Iostephane papposa J.J.Fay
- Iostephane trilobata Hemsl.